# خانمان

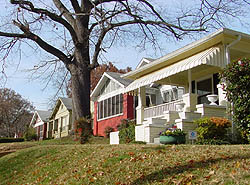

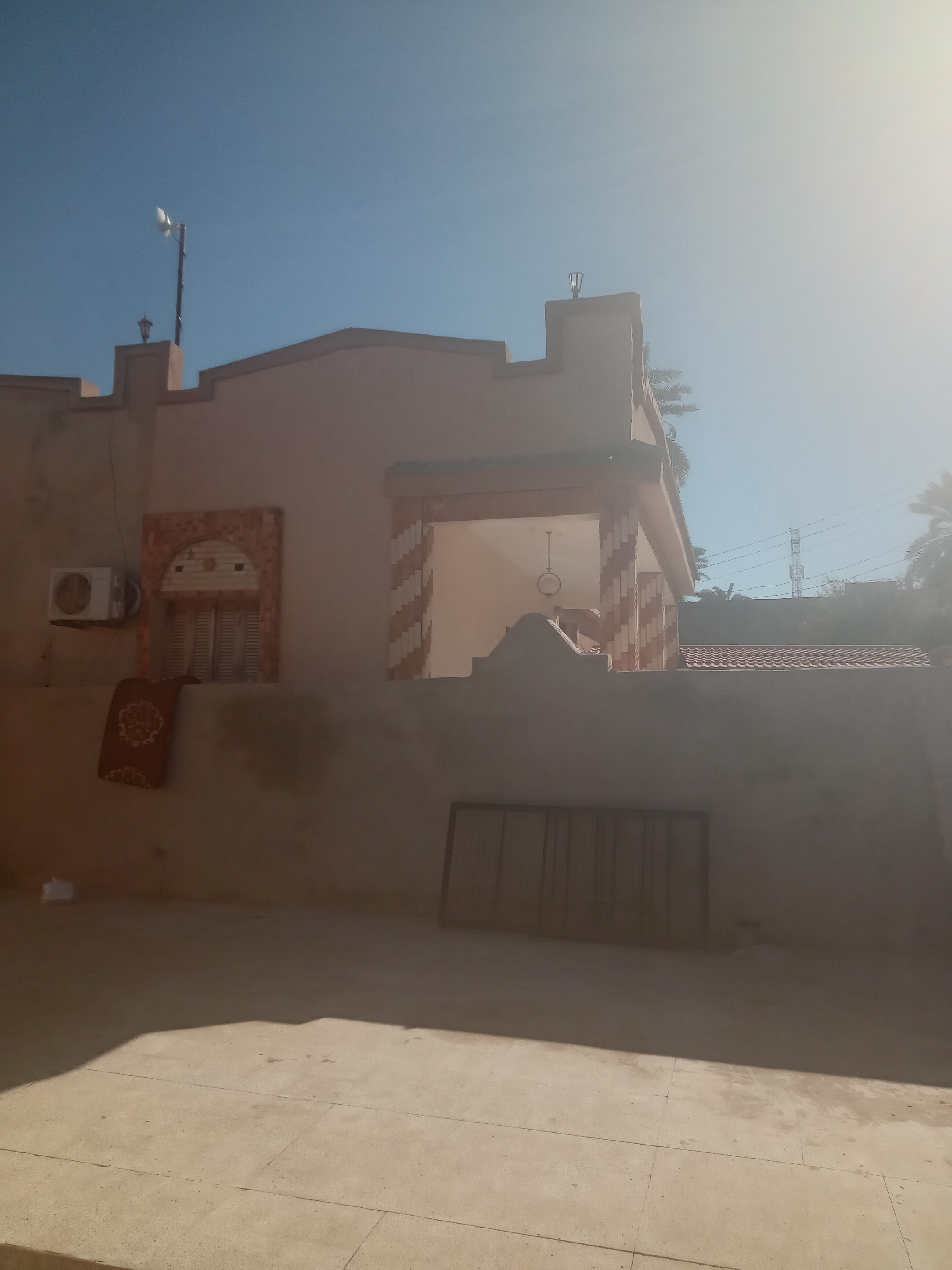
خانمان صرمان در ليبى ۲۰۲۵

سرپناه یا خانمان، و نیز منزل، مکانی است برای استراحت کردن، زندگی کردن و آسودن. یک سرپناه می‌تواند یک خانه، آپارتمان یا هر سازهای دیگر همچون یک چادر باشد. در هرم سلسله‌مراتب نیازهای مزلو، سرپناه یک نیاز زیستی تلقی می‌شود و همانند خوراک، خواب و سکس، از اساسی‌ترین نیازهای انسان به شمار می‌رود. بر اساس شواهد تاریخی، اولین سرپناه انسان‌های نخستین غارها بودند.

## بی‌خانمان
بی‌خانمان به اشخاصی گفته‌می‌شود که با دشوارهایی از جمله اعتیاد، طلاق، بحران‌های اقتصادی روبرو هستند، آنها جوامعی منحصر به فرد برای خود درست می‌کنند و علاقه‌ای نیز به ترک این جوامع نشان نمی‌دهند،
همچنین امروزه به تعداد افراد مجردی که بی خانمان می‌شوند، نیز افزوده شده است.
در بین این افراد بی‌خانمان کارتن خواب، متکدیان، افرادی با بیماری روحی روانی و معلولیت وجود دارند.
بیشتر سالمندان بی خانمان نیز افرادی هستند که خانواده هایشان به دلیل مشکلات اقتصادی از نگهداری آنها سر باز می‌زنند.